# Ludomir Dramiński

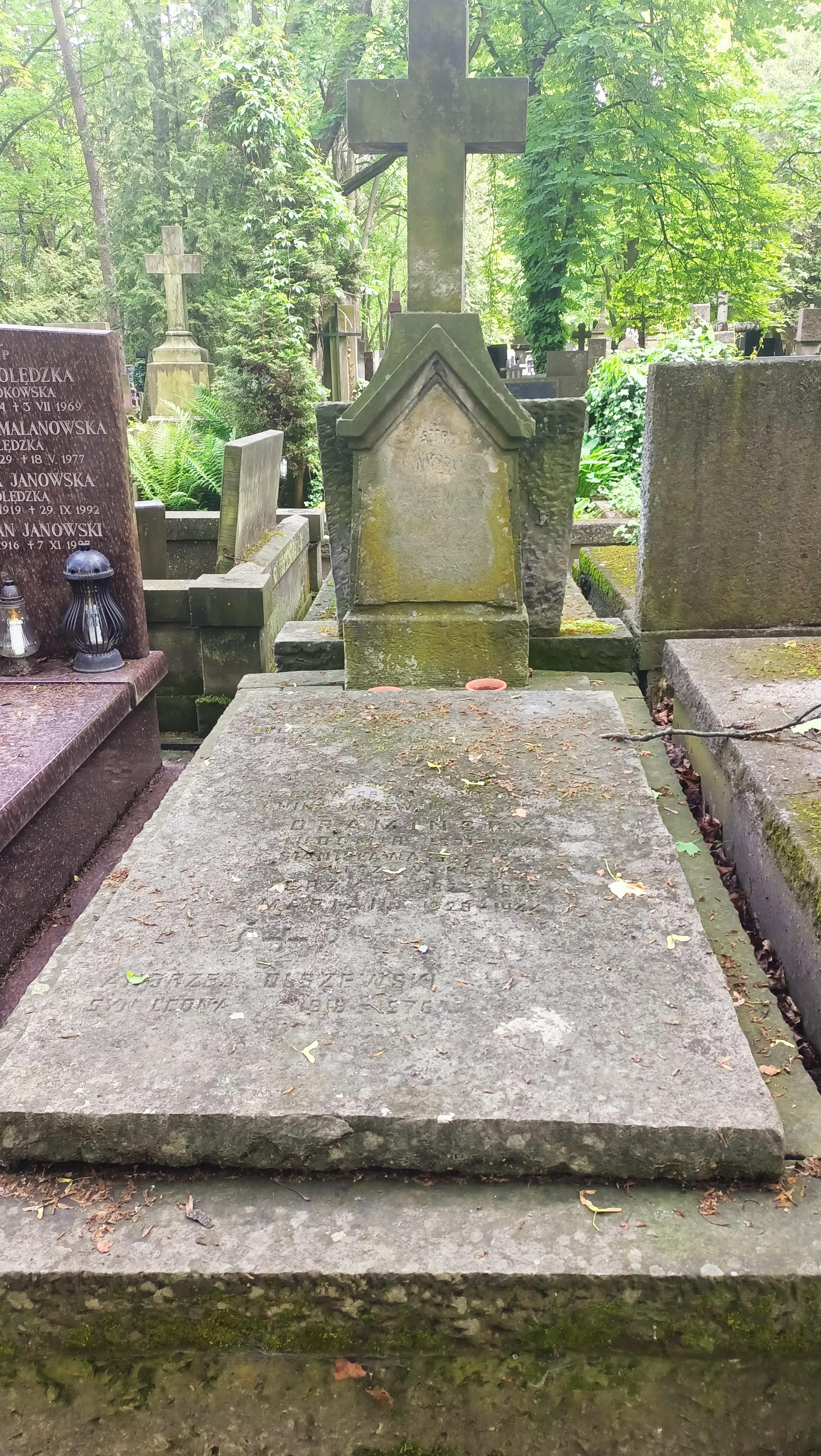
Grób Lubomira Dramińskiego na Cmentarzu Powązkowskim w Warszawie

Ludomir Ignacy Dramiński (ur. 16 października 1893 w Czerniewie, zm. 24 grudnia 1944 w KL Flossenbürg) – podporucznik piechoty Wojska Polskiego, działacz niepodległościowy, inżynier.

## Życiorys
Urodził się 16 października 1893 w Czerniewie, w ówczesnym powiecie płockim guberni płockiej, w rodzinie Ludwika Bartłomieja (ur. 1855) i Stefanii Aleksandry z domu Bóbr (1873–1941). Był bratem Romualda Marcelego (1896–1991), podporucznika taborów Wojska Polskiego, 28 grudnia 1933 odznaczonego Krzyżem Niepodległości z Mieczami, zamiast uprzednio (13 kwietnia 1931) nadanego Krzyża Niepodległości, pracownika kontraktowego Konsulatu RP w Harbinie, Władysława Stanisława (1898–1964), 16 marca 1933 odznaczonego Krzyżem Niepodległości, Ludwika (1899–1952), podporucznika kawalerii Wojska Polskiego, 27 czerwca 1938 odznaczonego Krzyżem Niepodległości i Marii (ur. 1903).
19 stycznia 1921 jako podoficer byłej Polskiej Organizacji Wojskowej został mianowany z dniem 1 listopada 1920 podporucznikiem piechoty. Służył wówczas w Dowództwie Kwatery Naczelnego Wodza. 1 czerwca 1921 pełnił służbę w Adiutanturze Generalnej Naczelnego Wodza, a jego oddziałem macierzystym był 30 Pułk Piechoty.
8 stycznia 1924 został zatwierdzony w stopniu podporucznika ze starszeństwem z 1 czerwca 1919 i 1161. lokatą w korpusie oficerów rezerwy piechoty. Posiadał przydział w rezerwie do 30 pp w Warszawie. W 1934 pozostawał w ewidencji Powiatowej Komendy Uzupełnień Toruń. Posiadał przydział w rezerwie do 63 Pułku Piechoty w Toruniu.
W czasie powstania warszawskiego został wysiedlony ze stolicy i osadzony w obozie przejściowym w Pruszkowie. 12 sierpnia przybył do obozu kancentracyjnego Auschwitz, gdzie otrzymał numer więźniarski „192592”. 11 września został przeniesiony do obozu koncentracyjnego Flossenbürg, gdzie zmarł 24 lub 26 grudnia 1944. Jego symboliczny grób znajduje się w grobie rodziny Olszewskich na Cmentarzu Powązkowskim w Warszawie (kwatera 203, rząd 4, miejsce 3).

## Ordery i odznaczenia
- Krzyż Niepodległości – 16 marca 1937 „za pracę w dziele odzyskania niepodległości”[20]